# Kösem Sultan

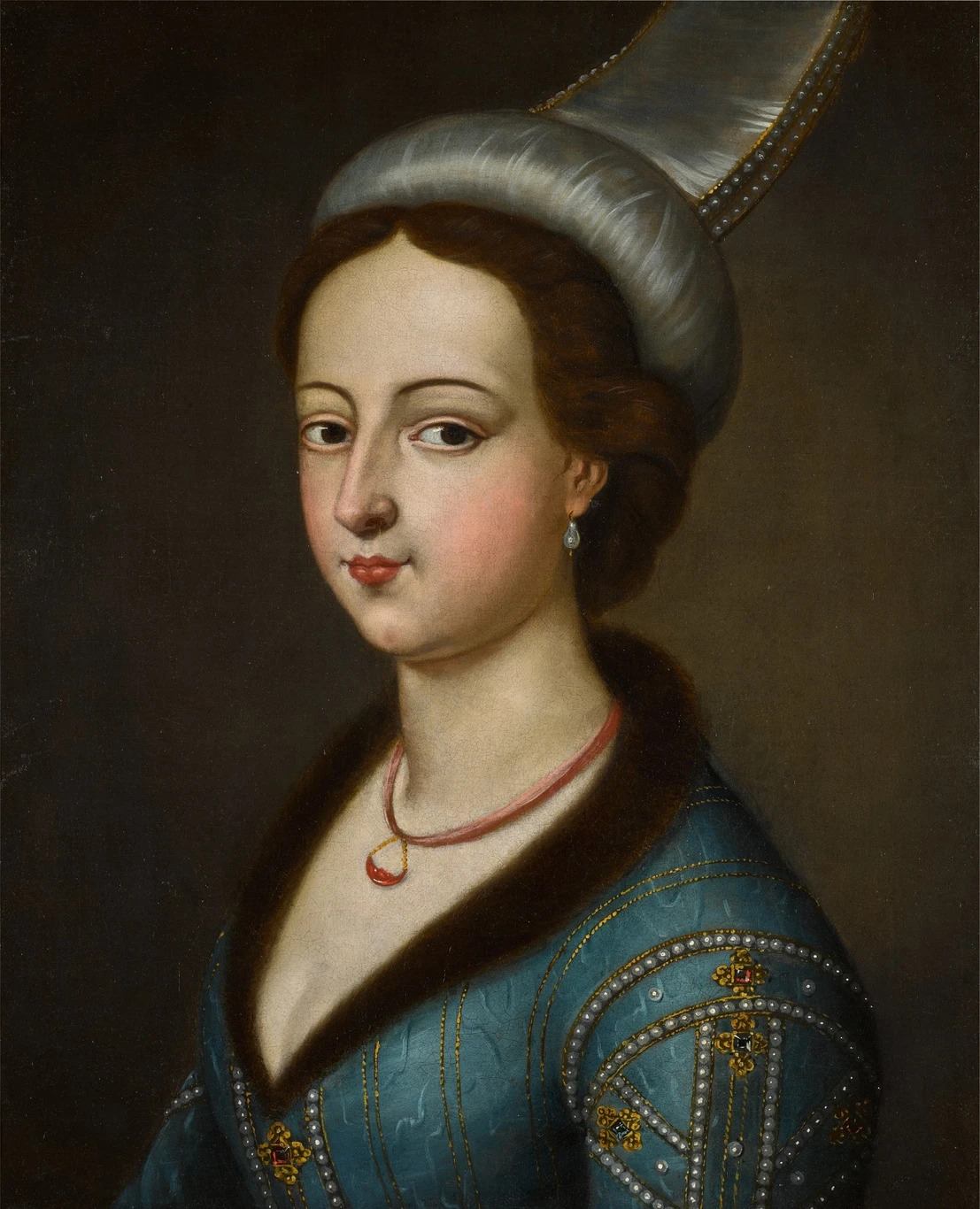
Kosem Sultan in domnia lui Murad al IV-lea

Kösem Mahpeyker Sultan (în turcă otomană كوسم سلطان, pronunțare [cøˈsem mahpejˈkeɾ sulˈtan]; n. 1589, Tinos, Administrația descentralizată a Mării Egee⁠⁠(d), Grecia – d. 2 septembrie 1651, Constantinopol, Imperiul Otoman) a fost consoarta favorită (haseki) a sultanului otoman Ahmed I. A fost una dintre cele mai influente femei din istoria Imperiului Otoman. A fost mama sultanilor Murad al IV-lea și Ibrahim I, precum și bunica lui Mehmed al IV-lea. Kösem a trăit în Imperiul Otoman în timpul domniei a șase sultani: Ahmed I, Mustafa I, Osman al II-lea, Murad al IV-lea, Ibrahim I și Mehmed al IV-lea. După moartea ei, a fost cunoscută sub numele Valide-i Muazzama („mama magnifică”), Valide-i Maḳtūle („mama ucisă”) și Valide-i Șehīde („mama martirizată”).
VIAȚA DE REGENTĂ   
După moartea Sultanului Ahmed I, Sultana Kösem devenită deja cunoscută în capitala Imperiului Otoman, decide ca fratele lui Ahmed, Mustafa I, să urmeze la tronul Imperiului Otoman, deși era bolnav psihic. Așadar, Mustafa I conduce Imperiul timp de trei luni: din 22 noiembrie 1617 până la 26 februarie 1618, când este detronat de către Kösem, în urma unui complot. Moștenitor al tronului imperiului este Osman al II-lea, fiul vitreg al sultanei Kösem. După ce a preluat tronul Imperiului, acesta își exilează mama vitregă la Vechiul Serai, numit și "Seraiul Lacrimilor". Acesta conduce statul din anul 1618 până în anul 1622 vreme de 4 ani. Osman este detronat de către ieniceri si executat în fortăreață Edikule.
După moartea acestuia, Sultana Halime, mama sultanului Mustafa I, profită de lipsa sultanei Kösem și îl urca pe fiul ei pe tronul Imperiul Otoman, iar acesta conduce din nou Imperiul timp de mai bine de un an: din 20 mai 1622 până la 10 septembrie 1623. Statul este condus de facto de către mama sa, în calitate de regentă. La 10 septembrie 1623, este detronat de către Kösem deoarece era considerat bolnav psihic și nu era capabil să conducă statul de unul singur. Detronat fiind pentru a doua oară, până în anul 1639, acesta este închis într-o odaie numită  kafe, pe toată durata domniei noului sultan, Murad al IV-lea, fiul lui Kösem. Mustafa este omorât la ordinul nepotului său Murad al-IV-lea. 
Sultana Kösem își arată adevărata putere fiind susținută de către ieniceri, ea îl urcă pe tron pe viitorul sultan Murad al-IV-lea, numit și Cuceritorul Bagdadului. Astfel din anul 1623 până în anul 1632 timp de aproape 10 ani, sultana Kösem deține puterea absolută în Imperiul și  este regentă pentru fiul ei, luând decizii proprii și participând la ședințele de divan pe tronul sultanului fiind singura și unica sultană care a stat pe tronul sultanului în timpul ședințelor de divan. În anul 1632, sultanului Murad, ajuns la maturitate, ia decizia de a-i încheia regența mamei sale Kösem; aceasta nu prea era încântată de decizia luată de fiul său. Deși, oficial, ea nu mai era regentă, continua să asculte ședințele de divan din spatele unei perdele. După ce cucerește Bagdadul și revenind în capitală, sultanul Murad, știind că zilele îi sunt numărate, fiind diagnosticat cu ciroză și otrăvit încet de mama lui, ia decizia de a-i omoră pe frații săi, Prințul Kasîm și pe Prințul Ibrahim, deoarece nu mai voia ca mama sa Kösem să conducă statul după moartea sa, iar la Tronul Imperiului Otoman să devină parte a hanului Crimeei. Acesta reușește să-l omoare numai pe Kasîm, Ibrahim fiind salvat in ultima clipă de către mama sa. După moartea Sultanului Murad al IV-lea, în anul 1640, la tron urcă până în anul 1648, fratele său, Sultanul Ibrahim I, deși era ajuns la maturitate însă incapabil să conducă statul din cauza problemelor psihice. Sultana Kösem se numește regentă pentru a doua oară. În timpul domniei sale el, sultanul se distrează alături de femeile din harem și își neglijează funcția de conducător,  lăsând statul pe mâna mamei sale, Kösem Sultan și pe mâna vizirilor săi. Astfel, având o experiență de 10 ani în acest domeniu, Kösem se ocupă de stat și participă la ședințele din divan. În anul 1648, sultanul Ibrahim este detronat și închis într-o temniță și ulterior ucis tot de mama sa, aceasta neavând vreun fiu rămas pe care să-l urce pe tron. Kösem era nevoită să se retragă la Vechiul Serai așa cum spune tradiția, iar Sultana Hatice Turhan, consoarta sultanului Ibrahim si nora sultanei Kösem, să-l urce pe fiul ei, Mehmed al IV-lea pe tron și să-i fie regentă. Însă, bătrâna sultană Kösem ajunsă la vârsta de 58 de ani nu se lasă mai prejos, iar în urma unei înțelegeri și ajutată de ieniceri, ea își urcă nepotul pe tron și își continua regența, numită VALIDE-I KEBIR NAIBI SALTANAT KÖSEM SULTAN HAZRETLERI.Astfel, din anul 1648 până în anul 1651, ea conduce statul având puterea absolută. Sultana Hatice Turhan nu este mulțumită  de acest lucru dorind ca ea să fie regentă pentru fiul ei și să devină noua Valide Sultan. Astfel, Kösem dorind să nu îi fie încheiată regența, propune să-și omoare nepotul, sultanul Mehmed și pe nora sa Hatice Turhan. Dorind să-și continue regența,  vrea să-și urce pe tron cel de-al doilea nepot, pe Prințul Süleyman, fiul lui Ibrahim I și al Sultanei Dilașub. Planul ei putea reuși dacă Melek Kalfa, o slugă de-a ei nu îi divulga planul. Așa că, în noaptea de 2 spre 3 septembrie a anului 1651, când bătrâna Sultană Kösem aștepta cu nerăbdare vestea morții nepotul si nurorei sale, ea se trezește la ușa odaiei sale cu eunucul negru, Süleyman Ağa care la porunca sultanei Hatice Turham, este trimis sa o omoare pe Kösem. Măreața Sultană Kösem văzând că moartea îi suflă în ceafă,  își îndeasă în buzunarele pantalonilor multe bijuterii și lucruri de valoare, și fuge spre coridoarele ascunse ale Palatului Topkapı ascunzăndu-se într-un dulap, crezând că eunucul negru nu o va căuta acolo. Norocul nefiind de partea ei, o bucată din rochie îi rămase afară și astfel eunucul negru o găsește. Între cei doi începe o "luptă", Kösem sperând că va scăpa cu viață. Din nefericire, este târâtă și cărată afară din odaia ascunsă, până în harem și este ștrangulată cu o perdea de mătase. Timp de trei zile locuitorii capitalei au ținut doliu în onoarea sultanei, care, deși era însetată după putere, ea a fost iubită de către popor pentru bunătatea sa. Ea le oferea fetelor care aveau să se mărite zestre și adăpost, iar servitoarele sale erau eliberate după 3 ani de slujenie, căsătorindu-le cu o persoană cu funcție importantă (deseori un pașă) și oferindu-le bijuterii și lucruri valoroase. 
SULTANA VALIDE KÖSEM MAHPEYKER a fost REGENTĂ pentru:
-FIU: Murad al-IV-lea între anii 1623-1632;
-FIU: Ibrahim I între anii 1640-1648;
-NEPOT: Mehmed al IV-lea între anii 1648-1651.

## Viața timpurie.
Kösem Sultan (al cărei nume de dinaintea convertirii la islam era Anastasia) s-a născut în jurul anului 1590, în Grecia. Se spune că era fiica unui preot ortodox fie din insula Tinos după unii, fie din insula Kefalonia după alții. A fost cumpărată ca sclavă de către guvernatorul otoman al Bosniei și a fost oferită, ca dar, de acesta, la vârsta de cincisprezece ani, curții otomane, unde a crescut pentru a deveni favorita prințului Ahmed I.
După convertirea sa la islam, numele ei a fost schimbat în Mahpeyker („cea în formă de lună”), iar după ce s-a căsătorit cu sultanul Ahmed I, numele ei oficial a devenit Kösem Mahpeyker Sultan (kösem = "călăuza", „ghidul”, „conducătoarea”). Potrivit documentelor lui Pietro della Valle, i s-a spus Kösem („pleșuv”), pentru că avea „pielea moale și fără păr”.

## Consoartă
La începutul domniei sultanului Ahmed I, s-a petrecut o schimbare în ierarhia din haremul imperial. Safiye Sultan, puternica bunică a lui Ahmed, care continua să gestioneze haremul, a fost lipsită de putere și s-a retras în Vechiul Palat (Eski Saray), în ianuarie 1604. Un an mai târziu, Handan Sultan, mama lui Ahmed, care devenise conducătoarea haremului imperial ca Valide Sultan, a murit (în noiembrie 1605). Aceste circumstanțe au permis ascensiunea lui Kösem în vârful ierarhiei imperiale din harem. Ca Haseki Sultan Ahmed, ea a avut o carieră lungă în fruntea haremului imperial. Este posibil ca semnificativele modificări în modelul de succesiune la tron, făcute în timpul lui Ahmed I, să se datoreze și eforturilor ei. Ea trebuie să fi realizat câștigul personal care putea rezulta odată cu trecerea timpului, împreună cu faptul că deși nu mai era haseki dar avea un fiu „în așteptare” pentru succesiunea la tron. După moartea sultanului Ahmed I, a început o luptă crâncenă pentru supremație. Urmașul direct la tronul otoman a fost fratele sultanului, Mustafa I, însă din cauza unor probleme psihice ce au devenit vizibile de-a lungul domniei sale, sultanul Mustafa I a fost detronat de către sultana Kösem. Acest fapt demonstrează influența pe care aceasta o avea asupra deciziilor politice în Imperiul Otoman. Tot Kösem este cea care decide cine va prelua tronul după detronarea lui Mustafa. Aceasta a decis ca la cârma Imperiului să vină Osman al II-lea, fiul sultanei Mahfiruze(cadâna favorită a lui Ahmed I, după Kösem), adoptat de către sultana Kösem, deoarece mama naturală a lui Osman al II-lea a decedat când acesta era bebeluș.